# Liturgia eucharystyczna
Liturgia eucharystyczna (łac. Liturgia eucharistica) to trzecia część katolickiej mszy św. w rycie rzymskim, po Obrzędach wstępnych i Liturgii słowa, a przed Obrzędami końcowymi. Według Konstytucji Soborowej Sacrosanctum concilium, razem z liturgią słowa tworzy jedną nierozerwalną całość:

(...) liturgia słowa i liturgia eucharystyczna, tak ściśle wiążą się z sobą, że stanowią jeden akt kultu. (SC 56).

Liturgia eucharystyczna obejmuje głównie przygotowanie darów ofiarnych, Modlitwę eucharystyczną i Obrzędy komunijne. Dawniej zwana Mszą wiernych – po kazaniu ostiariusz wypraszał wszystkich nieochrzczonych z kościoła.

## Części Liturgii eucharystycznej
- Przygotowanie darów ofiarnych
  - przyniesienie do ołtarza darów
  - stosowane zwykle w czasie uroczystości Okadzenie darów
  - Lavabo (obmycie rąk z modlitwą "Obmyj mnie, Panie, z mojej winy i oczyść mnie z grzechu mojego", wskazują na istotę tego obrzędu, którą jest "pragnienie wewnętrznego oczyszczenia")
  - Orate fratres
  - Modlitwa nad darami
- Modlitwa eucharystyczna
  - Dialog przed prefacją
  - Prefacja
  - Sanctus (Święty, święty)
  - Postsanctus
  - w niedziele i niektóre święta i uroczystości wspomnienie tajemnicy dnia
  - Epikleza
  - Opowiadanie o Ustanowieniu Eucharystii i Konsekracja. Kończy się aklamacją: „Głosimy śmierć Twoją...” ukazującą paschalny sens słów ustanowienia. Polecenie Jezusa, aby „czynić to na Jego pamiątkę” dotyczyło liturgicznego uobecniania Tajemnicy paschalnej: jego śmierci krzyżowej, zmartwychwstania i ponownego przyjścia na końcu czasów. Dawniej, w wyniku średniowiecznych sporów w Kościele łacińskim o podłożu filozoficznym dotyczących realnej obecności ciała Ciała i Krwi Chrystusa i przeistoczenia, podkreślano ten moment Eucharystii przez gest tzw. podniesienia, ukazania obecnym chleba-hostii konsekrowanej do chwilowej adoracji. W wyniku reformy liturgicznej powrócono do pierwotnej myśli Chrystusa, który ustanowił Eucharystię, aby była pamiątką jego zbawczej ofiary na krzyżu: „To jest Ciało moje, które za was będzie wydane” (Łk 22,19; por. 1 Kor 11, 26; Iz 53,12)[2][3]. To ona właśnie – „śmierć Pana” będąca zwycięstwem nad śmiercią objawionym w zmartwychwstaniu – jest wielką tajemnicą wiary. W Ogólnym wprowadzeniu do Mszału Rzymskiego 79d słowa ustanowienia traktuje się jako równie ważne co pozostałe siedem wymienionych części modlitwy eucharystycznej[4][5]. We wszystkich modlitwach, począwszy od tych najdawniejszych spisanych w III w., aż do dziś – słowa o ustanowieniu są zawsze umieszczane razem z następującą po nim pamiątką-ofiarowaniem (por. KKK 1362):
  - Anamneza, czyli pamiątka, zgodnie ze swym korzeniem biblijnym i starotetamentalnym rozumiana jako ofiarowanie. Liturgiczny sens pamiątki ukazał Robert Cabié:

„Wspominając śmierć i zmartwychwstanie” – zgodnie z biblijnym rozumieniem, w słowie "pamiętać" (wspominać) nie chodzi po prostu o odwoływanie się do przeszłości, jak to jest w naszych współczesnych językach. Celebracja przenosi nas w pamięć samego Boga, dla którego „tysiąc lat jest jak jeden dzień” (Ps 90,4) i czyni nas współczesnymi, kształtowanymi przez jego cudowne dzieła dokonane w przeszłości. Jeśli jest to prawdą już w odniesieniu do świąt Izraela, tym bardziej i w sposób bardziej realny jest to prawdziwe w odniesieniu do Kościoła, którego Głowa jest tu i teraz żywa i uwielbiona, w wyniku czego Kościół może ofiarować Bogu ofiarę swego Pana, tak jak jest on obecny w sakramencie: „Wspominając ... ofiarujemy Tobie ...”. Wszystko to znajduje wyraz w jednym zdaniu, jako jedna rzeczywistość i w ścisłym związku ze słowami ustanowienia .

- - Epikleza komunijna
  - Modlitwy wstawiennicze za Kościół, za żyjących i zmarłych
  - Doksologia końcowa
- Obrzędy komunijne
  - Wezwania do Modlitwy Pańskiej
  - Ojcze Nasz
  - Embolizm
  - Znak pokoju
  - śpiew Agnus Dei (Baranku Boży), podczas którego odbywa się łamanie chleba i obrzęd zmieszania postaci eucharystycznych
  - Komunia święta
  - Uwielbienie po Komunii
  - Modlitwa po Komunii